# Bellonia
Bellonia är ett släkte av tvåhjärtbladiga växter. Bellonia ingår i familjen Gesneriaceae.
Kladogram enligt Catalogue of Life:
| Bellonia | \| \| Bellonia aspera \| \| \| \| \| \| Bellonia spinosa \| \| \| \| |
|          | \| \| Bellonia aspera \| \| \| \| \| \| Bellonia spinosa \| \| \| \| |
|          | Bellonia aspera                                                      |
|          |                                                                      |
|          | Bellonia spinosa                                                     |
|          |                                                                      |